# JWD
Pour les articles homonymes, voir JWD (homonymie).
 (décembre 2022).
 (septembre 2013).
JWD (chinois simplifié : 京华宝典, chinois traditionnel : 京華寶典  pinyin : jīnghuá bǎodiǎn, littéralement « Trésor (littéraire) de la capitale ») est un constructeur chinois d'appareils électroniques portables.
Fondé [Quand ?] à [Où ?], JWD fabrique notamment des lecteurs mp3, mp4, des liseuses et des liseuses multimédia.
Un de ses produits phare est le PMP 7100, qui à faible coût final (environ 50€) :
- Est équipé d'un processeur Rockchip d'architecture ARM
- Est capable de lire la majorité des formats de fichiers audio et vidéo jusqu'à la HD
- Est équipé d'un écran de technologie c-paper en couleur. Celui-ci permet à la fois d'avoir le confort de l'encre numérique à faible luminosité, tout en ayant un bon contraste à haute luminosité, grâce à son éclairage LED. Il est de plus très réactif contraire aux écrans à encre numérique standard[1].